# Назаровская ГРЭС
Назаровская ГРЭС — тепловая электростанция (ГРЭС), расположенная в городе Назарово Красноярского края России. Дата основания – 9 ноября 1961 г. Станция строилась вблизи крупных месторождений канско-ачинских энергетических углей и планировалась как флагман тепловой энергетики Красноярского края. Её проектная мощность составляла 1400 МВт. И хотя на эти показатели станция не вышла, достигнув 1373 МВт, она и сегодня является одной из крупнейших тепловых электростанций Сибири.
Назаровская ГРЭС является одним из крупнейших поставщиков электрической энергии на рынок. Назаровская ГРЭС находится на пересечении магистральных электрических сетей. Через территорию станции проходит линия электропередачи 500 кВ, передающая электроэнергию в Красноярск и города края – Ачинск, Ужур, Лесосибирск, а также в соседние регионы – Кузбасс, Республику Хакасия и Республику Тыва. Кроме того, станция обеспечивает теплом промышленные и сельскохозяйственные предприятия, предприятия социальной сферы и жилые дома города Назарово.
Станция работает главным образом в конденсационном режиме, вырабатывая преимущественно электроэнергию, но может работать и в теплофикационном режиме.
АО «Назаровская ГРЭС» входит в Группу «Сибирская генерирующая компания».
В соответствии с приказом Министерства природных ресурсов и экологии Российской Федерации от 18.04.2018 № 154 относится к объектам, оказывающим негативное воздействие на окружающую среду,  вклад которых в суммарные выбросы, сбросы загрязняющих веществ в Российской Федерации составляет не менее чем 60 процентов.

## Основные сведения
Станция использует в качестве топлива бурый уголь разреза «Назаровский» (Канско-Ачинский угольный бассейн), расположенного в пяти километрах от ГРЭС. Станция и угольный разрез являются градообразующими предприятиями города Назарово. Тепловая электростанция расположена на левом берегу притока Оби — Чулыма, вода которой используется в целях её охлаждения.
По проекту станция должна была иметь мощность 1 400 МВт. С конца 2020 года установленная мощность электростанции официально увеличена до 1373 МВт, за счёт реконструкции котлоагрегатов первых шести энергоблоков.
Оборудование включает 6 блоков мощностью по 135 МВт и 1 энергоблок мощностью 498 МВт, 12 паровых котлов производительностью по 250 т⁄ч и 2 котла по 650 т⁄ч. Ввод в эксплуатацию последнего блока был осуществлён в 1968 году. Для него была сооружена дымовая труба №4 высотой 250 метров.
Станция может работать как в конденсационном, так и в теплофикационном режимах. Среднегодовая выработка электричества составляет приблизительно 5,4 млрд кВт·ч, тепловой энергии — 588 тыс. Гкал.
В начале 2000-х годов на ГРЭС осуществлялась программа модернизации, в целях уменьшения влияния работы станции на окружающую среду и реку Чулым в частности.
В апреле 2011 года на Назаровской ГРЭС приступили к активной фазе реализации инвестпроекта по техническому перевооружению энергоблока № 7 на НТВ-технологию сжигания топлива угрубленного помола. В апреле на станции начались работы по демонтажу котла П-49. Работы проводились в рамках реализации проекта по реконструкции энергоблока № 7, направленного на увеличение установленной мощности, обеспечение надежности и эффективности оборудования, а также снижения вредных выбросов в атмосферу. Установленная мощность энергоблока № 7 после технического перевооружения была увеличена на 98 МВт и достигла 498 МВт. Выбросы оксидов азота сократились на 30%
28 апреля 2012 г. в ходе реорганизации группы «Сибирская генерирующая компания» (СГК) Назаровская ГРЭС была выделена из состава ОАО «Енисейская ТГК (ТГК-13)» в отдельное акционерное общество.
18 марта 2014 года успешно завершены испытания по переаттестации мощности энергоблока. По результатам испытаний седьмой энергоблок подтвердил возможность нести максимальную электрическую нагрузку 498 МВт. В декабре 2014 года станция вышла на исторический максимум электрической мощности — работала с нагрузкой 1314 МВт.
В 2015 году Назаровская ГРЭС выработала 4480 млн кВт-ч электроэнергии и 530 тыс Гкал тепловой энергии.
Директор: Морозов Дмитрий Игоревич. Главный инженер: Полухин Владимир Михайлович.